# Pasigaran
Pasigaran is een bestuurslaag in het regentschap Sumedang van de provincie West-Java, Indonesië. Pasigaran telt 3192 inwoners (volkstelling 2010).